# Bamberg, Staatsbibliothek, Msc.Can.7
Die Handschrift Bamberg, Staatsbibliothek, Msc.Can.7 ist ein Kodex, der eine Abschrift der Collectio duodecim partium enthält. Die Handschrift wurde im 11. Jahrhundert geschrieben, teils in Freising, teils in Bamberg, wo sie bis zur Säkularisation in der dortigen Dombibliothek war und seither in der Staatsbibliothek aufbewahrt wird.

## Beschreibung
Der Kodex misst 30,5 auf 20 cm und umfasst 250 Blatt Pergament, die meist mit je 49 Zeilen in zwei Spalten beschrieben sind. Der Einband stammt von 1611.
Die Schrift ist eine Minuskel des 11. Jahrhunderts; Hoffmann unterscheidet elf Schreiber. Buch- und Kapitelanfänge der enthaltenen kanonischen Sammlung sind durch große Rankeninitialen (insgesamt 20), farbige Initialen, verschiedene Auszeichnungsschriften (Capitalis quadrata und Capitalis rustica) sowie farbige Schrift besonders markiert.

## Herkunft und Datierung
Die Datierung der Handschrift ist umstritten. Die ältere Literatur hatte teils eine spätere Entstehung angenommen; im 20. Jahrhundert sind unterschiedliche Datierungen innerhalb des 11. Jahrhunderts vertreten worden. Hartmut Hoffmann hatte Msc.Can.7 zunächst in das erste oder zweite Drittel des 11. Jahrhunderts datiert und zugleich angenommen, die Handschrift sei auf Veranlassung Heinrichs nach Bamberg gegeben worden. Später korrigierte er sich und vertrat die Auffassung, der Kodex sei „im zweiten Viertel des 11. Jahrhunderts teils von Bamberger, teils von Freisinger Händen geschrieben“ worden. Jörg Müller hingegen hatte für eine Entstehung in Freising noch im ersten Drittel des 11. Jahrhunderts argumentiert. Hoffmann und Müller stimmten überein, dass ein Teil der Schreiber vom Schreibstil des Skriptoriums des Klosters Seeon beeinflusst seien. Hubert Mordek nahm eine Entstehung Mitte des 11. Jahrhunderts an. Gude Suckale-Redlefsen datierte Msc.Can.7 aus kunsthistorischen Gründen in die zweite Hälfte des 11. Jahrhunderts. Die Handschrift wird deshalb auch nicht der Kaiser-Heinrich-Bibliothek zugerechnet.

## Inhalt
Msc.Can.7 ist eine von nur zwei vollständig erhaltenen Abschriften der zweiten Fassung der Collectio duodecim partium, einer sehr umfangreichen kanonischen Sammlung (fast 3000 Kapitel), die im frühen 11. Jahrhundert in Freising entstand. Nach Müllers Datierung wäre die Bamberger Abschrift sehr bald, nachdem die Sammlung fertiggestellt wurde, angelegt worden.